# Ed Powers
Ed Powers (født 25. oktober 1954 som Mark Krinsky) er en amerikansk filmproducer, filminstruktør og pornomodel, der sammen med John Stagliano var med til at udvikle og popularisere den såkaldte gonzo-porno.
Han er bedst kendt for Bus Stop-serien og Dirty Debutantes-serien, som han begge har lavet siden 1989.
Powers har produceret, instrueret og haft hovedrollen i over 600 films, samt foran kameraet haft sex med over 2.000 forskellige kvinder – flere end nogen anden aktiv pornomodel.
Ed Powers har desuden haft et radioprogram, Bedtime Stories, hvor han interviewede forskellige personer inden for sex-industrien og tog imod opkald fra lytterne.